# اچ‌ام‌اس آمبرا (پی۳۵)
اچ‌ام‌اس آمبرا (پی۳۵) (به انگلیسی: HMS Umbra (P35)) یک زیردریایی بود که طول آن ۵۸٫۲۲ متر (۱۹۱٫۰ فوت) بود. این زیردریایی در سال ۱۹۴۱ ساخته شد.